# Edoardo Agnelli (1954)
Edoardo Agnelli (New York, 9 giugno 1954 – Fossano, 15 novembre 2000) è stato uno dei due figli di Gianni Agnelli e Marella Caracciolo di Castagneto.

## Biografia

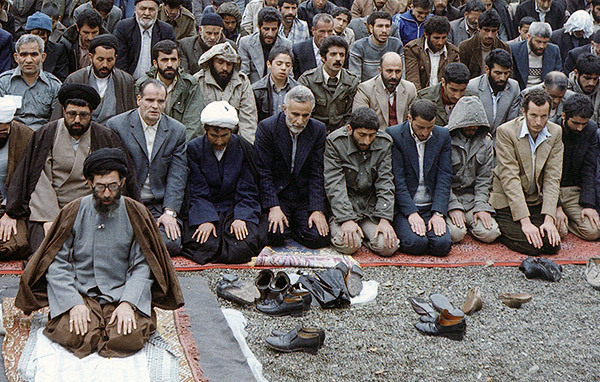
Edoardo Agnelli (a destra) mentre partecipa a una Jumuʿa dell'ayatollah Ali Khamenei a Teheran, 3 aprile 1981

Compì gli studi superiori al liceo classico Massimo d'Azeglio di Torino e frequentò l'Atlantic College nel Regno Unito e l'Università di Princeton negli Stati Uniti d'America, dove conseguì una laurea in storia a indirizzo teologico.
Designato dal padre come successore al vertice dell'azienda di famiglia, la FIAT, ben presto rivelò scarso interesse per il mondo degli affari, dedicando maggiore attenzione a temi filosofici e spirituali. A 22 anni polemizzò sulla stampa contro la scienziata Margherita Hack, difendendo i valori dell'astrologia. Compì viaggi in India, dove incontrò il maestro Sathya Sai Baba, e successivamente si recò a Teheran, avvicinandosi all'Islam sciita.
In seguito tornò molte volte in Iran, così come in Kenya, dove fu arrestato il 20 agosto 1990, a Malindi, poiché trovato in possesso di eroina, venendo successivamente assolto dalle autorità locali; venne inoltre prosciolto nell'autunno dello stesso anno dall'accusa di spaccio di stupefacenti. Nelle rare interviste concesse alla stampa, affermò di voler prendere le distanze dai valori del capitalismo e sostenne di volersi dedicare all'approfondimento della teologia.
La mattina del 15 novembre 2000, poco più di cinque mesi dopo il suo quarantaseiesimo compleanno, il suo corpo senza vita fu rinvenuto alla base del trentacinquesimo pilone del viadotto autostradale "Generale Franco Romano" della Torino-Savona, nei pressi di Fossano. La sua auto, una Fiat Croma, fu ritrovata parcheggiata con il motore ancora acceso e il bagagliaio socchiuso a lato della carreggiata del viadotto sovrastante che attraversava il fiume Stura di Demonte. La magistratura concluse le indagini formulando l'ipotesi del suicidio.
È sepolto nella monumentale tomba di famiglia che sovrasta il cimitero di Villar Perosa, accanto al cugino Giovanni Alberto Agnelli e agli zii Umberto e Giorgio e di fronte ai genitori Gianni e Marella.

## Ascendenza
|                                                 |                                               |                                                      | Genitori                                                |  |  | Nonni |  |  | Bisnonni         |  |  | Trisnonni       |  |
|                                                 |                                               |                                                      |                                                         |  |  |       |  |  | Giovanni Agnelli |  |  | Edoardo Agnelli |  |
|                                                 |                                               |                                                      |                                                         |  |  |       |  |  | Giovanni Agnelli |  |  | Edoardo Agnelli |  |
|                                                 |                                               | Aniceta Frisetti                                     |                                                         |  |  |       |  |  | Giovanni Agnelli |  |  |                 |  |
| Edoardo Agnelli                                 |                                               |                                                      |                                                         |  |  |       |  |  | Giovanni Agnelli |  |  |                 |  |
|                                                 |                                               | Clara Boselli                                        | Leopoldo Francesco Primo Boselli                        |  |  |       |  |  |                  |  |  |                 |  |
|                                                 |                                               | Clara Boselli                                        | Leopoldo Francesco Primo Boselli                        |  |  |       |  |  |                  |  |  |                 |  |
|                                                 |                                               | Clara Boselli                                        | Maddalena Lampugnani                                    |  |  |       |  |  |                  |  |  |                 |  |
| Gianni Agnelli                                  |                                               | Clara Boselli                                        |                                                         |  |  |       |  |  |                  |  |  |                 |  |
|                                                 |                                               | Carlo Bourbon del Monte, IV principe di San Faustino | Ranieri Bourbon del Monte, III principe di San Faustino |  |  |       |  |  |                  |  |  |                 |  |
|                                                 |                                               | Carlo Bourbon del Monte, IV principe di San Faustino | Ranieri Bourbon del Monte, III principe di San Faustino |  |  |       |  |  |                  |  |  |                 |  |
|                                                 |                                               | Carlo Bourbon del Monte, IV principe di San Faustino | Maria Francesca Massimo                                 |  |  |       |  |  |                  |  |  |                 |  |
| Virginia Bourbon del Monte                      |                                               | Carlo Bourbon del Monte, IV principe di San Faustino |                                                         |  |  |       |  |  |                  |  |  |                 |  |
|                                                 |                                               | Jane Allen Campbell                                  | George Washington Campbell, Jr.                         |  |  |       |  |  |                  |  |  |                 |  |
|                                                 |                                               | Jane Allen Campbell                                  | George Washington Campbell, Jr.                         |  |  |       |  |  |                  |  |  |                 |  |
|                                                 |                                               | Jane Allen Campbell                                  | Virginia Watson                                         |  |  |       |  |  |                  |  |  |                 |  |
| Edoardo Agnelli                                 |                                               | Jane Allen Campbell                                  |                                                         |  |  |       |  |  |                  |  |  |                 |  |
|                                                 | Nicola Caracciolo, VII principe di Castagneto | Filippo Caracciolo, VI principe di Castagneto        |                                                         |  |  |       |  |  |                  |  |  |                 |  |
|                                                 | Nicola Caracciolo, VII principe di Castagneto | Filippo Caracciolo, VI principe di Castagneto        |                                                         |  |  |       |  |  |                  |  |  |                 |  |
|                                                 | Nicola Caracciolo, VII principe di Castagneto | Emilia Compagna                                      |                                                         |  |  |       |  |  |                  |  |  |                 |  |
| Filippo Caracciolo, VIII principe di Castagneto | Nicola Caracciolo, VII principe di Castagneto |                                                      |                                                         |  |  |       |  |  |                  |  |  |                 |  |
|                                                 |                                               | Meralda Dati Maria Margherita Argyra Mele Barese     | Ippolito Argyro Mele Barese                             |  |  |       |  |  |                  |  |  |                 |  |
|                                                 |                                               | Meralda Dati Maria Margherita Argyra Mele Barese     | Ippolito Argyro Mele Barese                             |  |  |       |  |  |                  |  |  |                 |  |
|                                                 |                                               | Meralda Dati Maria Margherita Argyra Mele Barese     | Elizabeth Lilian Mackworth-Praed                        |  |  |       |  |  |                  |  |  |                 |  |
| Marella Caracciolo                              |                                               | Meralda Dati Maria Margherita Argyra Mele Barese     |                                                         |  |  |       |  |  |                  |  |  |                 |  |
|                                                 |                                               | Charles Corning Clarke                               | Charles Sidney Clarke                                   |  |  |       |  |  |                  |  |  |                 |  |
|                                                 |                                               | Charles Corning Clarke                               | Charles Sidney Clarke                                   |  |  |       |  |  |                  |  |  |                 |  |
|                                                 |                                               | Charles Corning Clarke                               | Melissa M. Randall                                      |  |  |       |  |  |                  |  |  |                 |  |
| Margaret Clarke                                 |                                               | Charles Corning Clarke                               |                                                         |  |  |       |  |  |                  |  |  |                 |  |
|                                                 |                                               | Alice Chandler                                       | Charles Emmet Chandler                                  |  |  |       |  |  |                  |  |  |                 |  |
|                                                 |                                               | Alice Chandler                                       | Charles Emmet Chandler                                  |  |  |       |  |  |                  |  |  |                 |  |
|                                                 |                                               | Alice Chandler                                       | Cordelia Beard                                          |  |  |       |  |  |                  |  |  |                 |  |
|                                                 |                                               | Alice Chandler                                       |                                                         |  |  |       |  |  |                  |  |  |                 |  |